# آلتو دو پینهیراس (بخش سائوپائولو)
التو دو پینهیراس (بخش سائوپائولو) (به پرتغالی: Alto de Pinheiros (district of São Paulo)) یک منطقهٔ مسکونی در برزیل است که در Southeast Region واقع شده‌است.

## خصوصیات
التو دو پینهیراس ۷٫۷ کیلومترمربع مساحت و ۳۹٬۴۷۷ نفر جمعیت دارد.